# Kroktjärnen (Mora socken, Dalarna, 676085-140399)
Kroktjärnen är en sjö i Mora kommun i Dalarna och ingår i Dalälvens huvudavrinningsområde.